# Andrzej Czuryło
Andrzej Czuryło  herbu Korczak (ok. 1460 – 1534) – burgrabia krakowski (1503 r.), kasztelan przemyski  i stolnik przemyski, właściciel dóbr Stojanice i Wielopole (od 1523)

## Życiorys
Pochodził  z rodu Panów z Goraja. Miał ojca Andrzeja Czuryłę z Goraja. Dziadkiem jego był Andrzej i pradziadkiem  Andrzej Czuryło, mąż Elżbiety – podkomorzy halicki (1436).
Miał syna Mikołaja Czuryłę. Wnukiem jego był Marcin Czuryło (XVI w.) dworzanin królewski, a żoną wnuka była Katarzyna Felsztyńska-Odnowska. W 1523 r. kupił on Wielopole Skrzyńskie od sióstr Anny i Małgorzaty i Katarzyny Kamienieckich, córek Jan Kamienieckiego (ok. 1463–1513).
Był posłem na sejm piotrkowski 1511 roku z województwa ruskiego.